# Массерано
Массерано (итал. Masserano) — коммуна в Италии, располагается в регионе Пьемонт, в провинции Бьелла.
Население составляет 2254 человека (2008 г.), плотность населения составляет 86 чел./км². Занимает площадь 27 км². Почтовый индекс — 13866. Телефонный код — 015.
В коммуне 8 сентября особо празднуется Рождество Пресвятой Богородицы.

## Демография
Динамика населения:

## Администрация коммуны
- Официальный сайт: www.comune.masserano.bi.it